# Barrio el Coyote
Barrio el Coyote är en ort i Mexiko.   Den ligger i kommunen Mazatlán Villa de Flores och delstaten Oaxaca, i den sydöstra delen av landet, 270 km sydost om huvudstaden Mexico City. Barrio el Coyote ligger 2 159 meter över havet och antalet invånare är 131.
Terrängen runt Barrio el Coyote är bergig åt sydväst, men åt nordost är den kuperad. Barrio el Coyote ligger uppe på en höjd. Runt Barrio el Coyote är det ganska tätbefolkat, med 78 invånare per kvadratkilometer. Närmaste större samhälle är Huautla de Jiménez, 14,8 km nordost om Barrio el Coyote. Omgivningarna runt Barrio el Coyote är en mosaik av jordbruksmark och naturlig växtlighet.